# Peter Graves

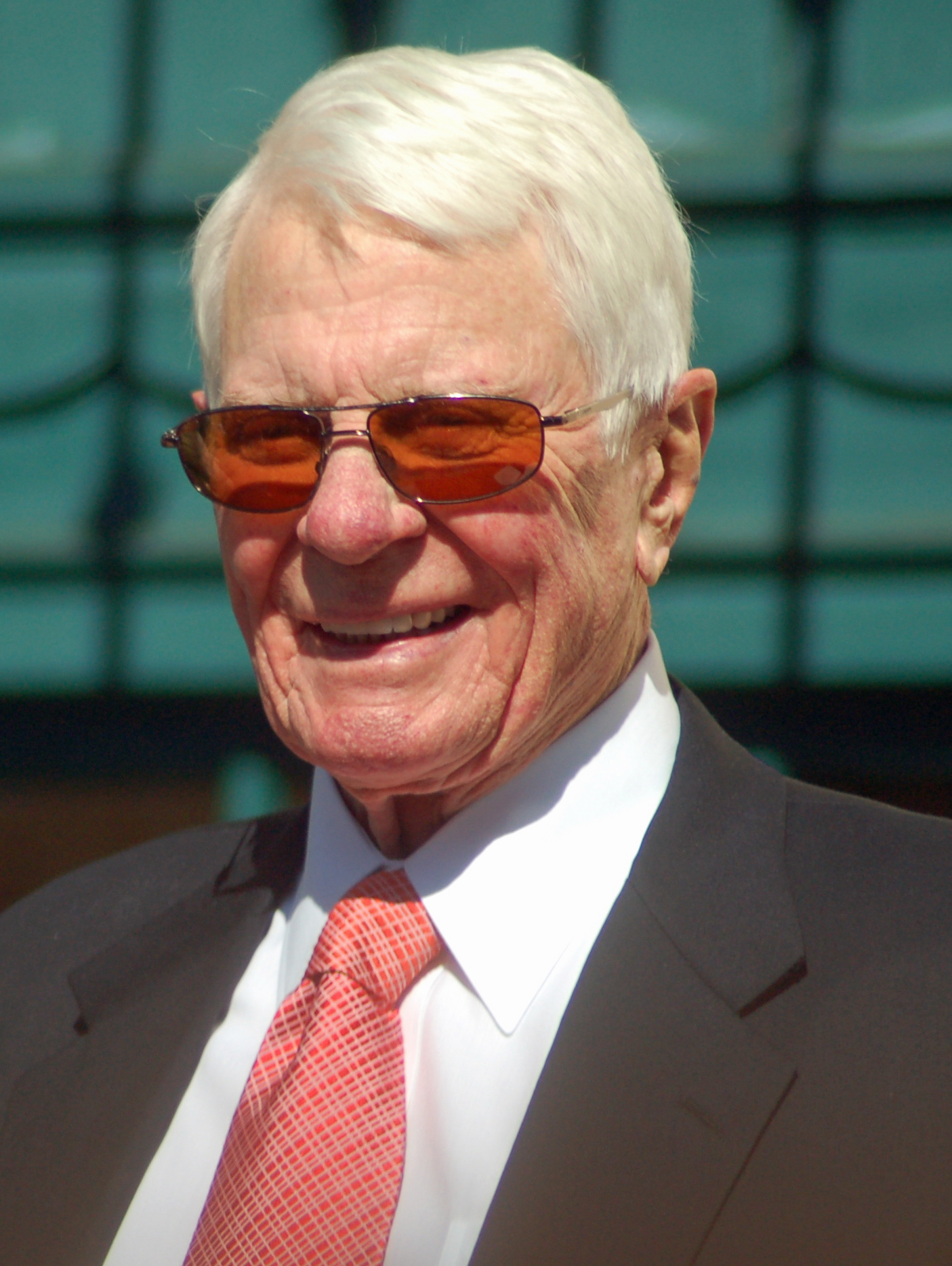
Peter Graves (2009)

Peter Graves (* 18. März 1926 in Minneapolis, Minnesota; † 14. März 2010 in Los Angeles, Kalifornien; eigentlich Peter Duesler Aurness) war ein US-amerikanischer Schauspieler, der unter anderem durch seine Hauptrolle als Geheimagent Jim Phelps in der Fernsehserie Kobra, übernehmen Sie bekannt wurde.

## Leben
In seiner Jugend war Graves ein talentierter Sportler und Saxophonist. Im Alter von 16 Jahren arbeitete er als Ansager bei dem Radiosender WMIN in Minneapolis. Nach zwei Jahren in der US-amerikanischen Luftwaffe, der U.S. Air Force, studierte Graves an der Universität von Minnesota Dramatik. Nach Abschluss des Studiums ging er nach Hollywood und nach ersten Rollen für das Fernsehen hatte er 1951 sein Filmdebüt in Rogue River. Mehrere Filme folgten, speziell im Western-Genre. Er spielte auch eine kurze Rolle als Bankräuber in der einzigen Regiearbeit des Schauspielers Charles Laughton, Die Nacht des Jägers (The Night of the Hunter, 1955).
Vor allem Arbeiten für das Fernsehen machten Graves bekannt. Die Verkörperung des Jim Phelps in der von 1966 bis 1973 produzierten und 171 Folgen umfassenden Agenten-Serie Kobra, übernehmen Sie (zeitweise auch unter dem deutschen Titel Unmöglicher Auftrag ausgestrahlt; engl. Mission: Impossible) machte ihn weithin bekannt. Pro Folge der Fernsehserie, in der Graves von 1967 an mitwirkte, bekam er bis zu 7500 US-Dollar Gage. 1971 wurde er für die Rolle mit dem Golden Globe als Bester Fernsehdarsteller geehrt. Auch in der Fortsetzung der Serie, die zwischen 1988 und 1990 produziert und im deutschen Sprachraum unter dem Titel In geheimer Mission ausgestrahlt wurde, spielte er die Figur des Jim Phelps. Insgesamt spielte Graves in mehr als 70 Kino- und Fernsehfilmen sowie vielen Fernsehserien mit, u. a. in der Kinderserie Fury (von 1955 bis 1960).
Einem breiten Publikum wurde Graves auch durch die Darstellung des Flugkapitäns Oveur in den Filmkomödien Die unglaubliche Reise in einem verrückten Flugzeug (Airplane!, 1980) vom Drehbuchautoren-Team Zucker-Abrahams-Zucker und Die unglaubliche Reise in einem verrückten Raumschiff (Airplane II – The Sequel, 1982) bekannt. Anfangs wollte Graves die Rolle nicht spielen, da er den Inhalt des Drehbuchs „als den größten Müll“ ansah, den er je zu lesen bekommen habe – wie Graves in einem Zeitungsinterview aus dem Jahr 2000 selbst zugab. Erst nach einem Treffen mit dem Autoren-Team änderte er seine Meinung.
Zu den deutschen Stimmen von Peter Graves gehören die Synchronsprecher Joachim Cadenbach, Hartmut Reck, Rüdiger Joswig, Klaus Kindler, Norbert Gastell (Men in Black II) und Niels Clausnitzer, der ihn in der Serie Fury sprach und dieses in den Hörspielplatten zur Serie wiederholte.
In den letzten Jahren hatte Peter Graves eine wiederkehrende Rolle in der Fernsehserie Eine himmlische Familie sowie einzelne Gastauftritte in Fernsehserien wie Dr. House und Cold Case – Kein Opfer ist je vergessen.
Peter Graves war ab 1950 mit Joan Endress verheiratet, mit der er drei Töchter hatte. Sein Bruder war der US-amerikanische Schauspieler James Arness (bekannt durch seine Rolle des Marshal Matt Dillon in der US-Western-Serie Rauchende Colts). Am 14. März 2010 verstarb Graves, vier Tage vor seinem 84. Geburtstag, in seinem Haus in Los Angeles an den Folgen eines Herzinfarkts.

## Filmografie (Auswahl)

### Spielfilme
- 1951: Keine Gnade für Jonny T. (Fort Defiance)
- 1952: Endstation Mars (Red Planet Mars)
- 1953: Stalag 17
- 1953: Im Tal des Verderbens (War Paint)
- 1953: Gefangene des Dschungels (East of Sumatra)
- 1953: Das Höllenriff (Beneath the 12-Mile Reef)
- 1954: Die Hand am Abzug (The Yellow Tomahawk)
- 1954: Unter zwei Flaggen (The Raid)
- 1954: Schwarzer Freitag (Black Tuesday)
- 1955: Mit Leib und Seele (The Long Gray Line)
- 1955: Desperados (Robbers’ Roost)
- 1955: Wichita
- 1955: Die Nacht des Jägers (The Night of the Hunter)
- 1955: Nackte Straßen (The Naked Street)
- 1955: Verdammt zum Schweigen (The Court-Martial of Billy Mitchell)
- 1955: Fort Yuma
- 1956: Teufelskommando – Marinekorps „Pantherkatze“ schlägt zu (Hold Back the Night)
- 1956: Die Schlucht des Grauens (Canyon River)
- 1956: It Conquered the World
- 1957: Beginning of the End
- 1957: Tod in kleinen Dosen (Death in Small Doses)
- 1958: Der Seewolf (Wolf Larsen)
- 1958: Ein Fremder in meinen Armen (A Stranger in My Arms)
- 1963: Hängt den Verräter! (Sergeant Ryker)
- 1965: Nymphomania (A Rage to Live)
- 1966: Zwei tolle Kerle in Texas (Texas Across the River)
- 1967: Minirock und Kronjuwelen (The Jokers)
- 1967: Das Teufelsweib von Texas (The Ballad of Josie)
- 1967: Tal der Geheimnisse (Valley of Mystery)
- 1969: Die fünf Gefürchteten (Un esercito die cinque uomini)
- 1973: Gefährlicher Ruf (Call to Danger)
- 1974: Familiengeheimnisse (The Underground Man)
- 1974: Where Have All the People Gone (Fernsehfilm[2])
- 1976: Cinderellas silberner Schuh (The Slipper and the Rose)
- 1977: Todesflug (SST: Death Flight)
- 1978: Missile X – Geheimauftrag Neutronenbombe (Allarme nucleare)
- 1979: Spree (Survival Run)
- 1979: Saat des Wahnsinns – Clonus Horror (Clonus Horror)
- 1979: Die Todesfalle auf dem Highway (Death Car on the Freeway)
- 1980: Die unglaubliche Reise in einem verrückten Flugzeug (Airplane!)
- 1982: Und Savannah lächelt (Savannah Smiles)
- 1982: Die unglaubliche Reise in einem verrückten Raumschiff (Airplane II: The Sequel)
- 1984: Mad Mission 3 – Unser Mann von der Bond Street (Zuijia paidang zhi nuhuang miling)
- 1987: Der Berserker (Number One with a Bullet)
- 1987: Besuchen Sie Europa (If It’s Tuesday, It Still Must Be Belgium)
- 1993: Die Addams Family in verrückter Tradition (Addams Family Values)
- 1999: Haunted Hill
- 2002: Men in Black II

### Fernsehserien
- 1955–1960: Fury (116 Folgen)
- 1961: Whiplash (34 Folgen)
- 1965–1966: Court Martial (23 Folgen)
- 1967: Invasion von der Wega (The Invaders)
- 1967–1973: Kobra, übernehmen Sie (Mission: Impossible, 143 Folgen)
- 1979: Buck Rogers (Buck Rogers in the 25th Century, eine Folge)
- 1983: Der Feuersturm (Winds of War, 7 Folgen)
- 1984: Mord ist ihr Hobby (Murder, She Wrote, Folge 1x05 „Der Studienfreund“)
- 1988–1990: In geheimer Mission (Mission: Impossible, 35 Folgen)
- 1992: Golden Girls (Folge 7x06 „Lauter Muttersöhnchen“)
- 1997–2007: Eine himmlische Familie (7th Heaven, elf Folgen)
- 2006: Cold Case – Kein Opfer ist je vergessen (Cold Case, Folge 3x21)
- 2006: Dr. House (House, Folge 1x20)